# Recurvidris

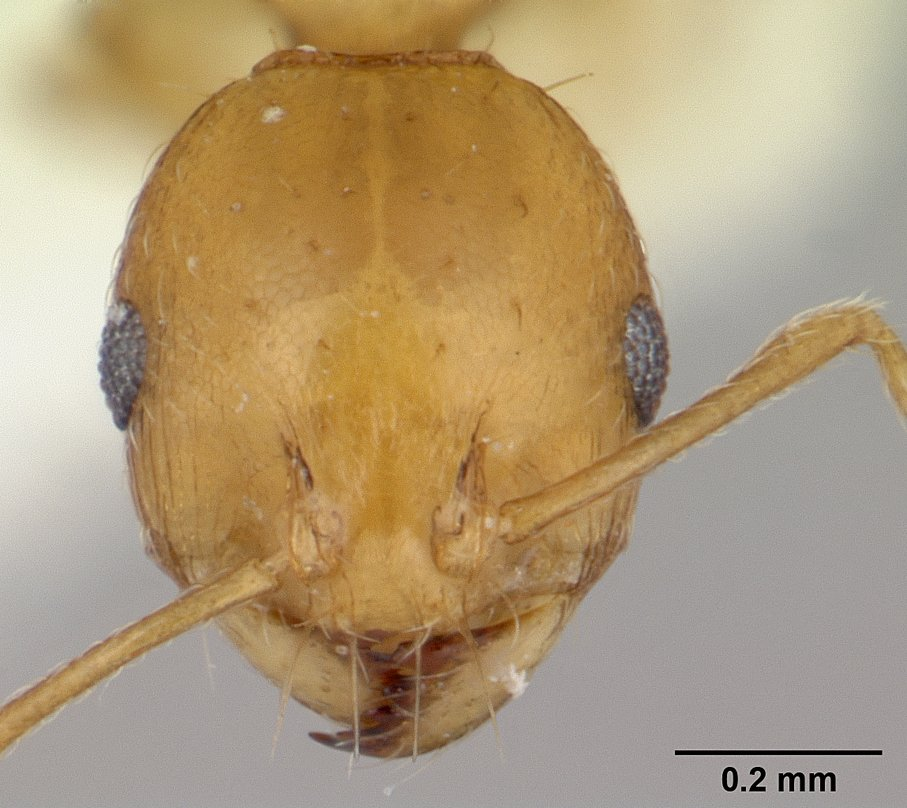
Муравей Recurvidris browni

Recurvidris (лат.) — род мелких муравьёв из подсемейства мирмицины. Эндемики Юго-Восточной Азии. 12 видов. Ранее, более 100 лет был известен под названием Trigonogaster.

## Распространение
Юго-Восточная Азия.

## Описание
Муравьи мелкого размера (1,5 — 3,2 мм), жёлтого цвета (исключение Recurvidris nigrans, черновато-коричневый). Усики 11-члениковые, булава 3-члениковая. Жвалы треугольные, с 4-5 зубцами. Нижнечелюстные щупики 4-члениковые, нижнегубные щупики состоят из 3 сегментов. Усиковые бороздки и лобные валики отсутствуют. Грудка тонкая и длинная. Заднегрудка с двумя длинными проподеальными шипиками, загнутыми вверх и вперёд. Стебелёк между грудкой и брюшком состоит из двух члеников: петиолюса и постпетиолюса (последний четко отделен от брюшка), жало развито, куколки голые (без кокона).
Таксон был описан как Recurvidris в 1992 году английским мирмекологом Барри Болтоном (The Natural History Museum, Лондон, Великобритания) для замены преоккупированного имени Trigonogaster Forel, 1890 (за полвека до него из Франции был описан род Trigonogaster Guérin-Méneville, 1844 из семейства наездников Encyrtidae). Систематическая позиция рода Recurvidris менялась в составе подсемейства Myrmicinae от трибы Pheidologetonini (например, так считали Forel 1917, Emery 1922) до Solenopsidini (Wheeler 1922), до неясного положения incertae sedis (по взглядам Ettershank 1966, Bolton 1992), и в настоящее время до Crematogastrini (Bolton 2003).
- Recurvidris browni Bolton, 1992 (Борнео, Индонезия, Малайзия; Таиланд)
- Recurvidris chanapaithooni Jaitrong & Wiwatwitaya, 2015 (Таиланд)
- Recurvidris glabriceps  Zhou, 2000 (Китай, Вьетнам)
- Recurvidris hebe  Bolton, 1992 (Индонезия, Сулавеси)
- Recurvidris kemneri  (Wheeler, G.C. & Wheeler, J., 1954) (Борнео, Индонезия, Малайзия)
- Recurvidris lekakuli Jaitrong et al., 2019 (Таиланд)
- Recurvidris nigrans  Zettel, 2008 (Филиппины)[4]
- Recurvidris nuwa  Xu & Zheng, 1995 (Китай)
- Recurvidris pickburni  Bolton, 1992 (Шри-Ланка)
- Recurvidris proles  Bolton, 1992 (Индонезия, Сулавеси)
- Recurvidris recurvispinosa (Forel, 1890)typus (Китай, Индия, Япония, Непал, Таиланд)
- Recurvidris williami  Bolton, 1992 (Индонезия)